# Туристичка организација општине Бојник
| Туристичка организација општине Бојник |                               |
|                                        |                               |
| Оснивач:                               | Општина Бојник                |
| Седиште:                               | Трг слободе 3, Бојник, Србија |
| Директор:                              | Младен Ђорђевић               |
| Веб презентација                       |                               |

Туристичка организација Бојник је једна од јавних установа општине Бојник, основана Одлуком Скупштине општине, са циљем промоције и подстицаја развоја туризма општине Бојник.
Активности туристичке организације општине Бојник усмерене су ка:
- сарадњу са локалним и градским туристичким организацијама, стални контакт са Министрарством трговине, туризма и телекомуникације, као и са туристичком организацијом Србије ( TOС )
- развоју сеоског и гастро туризма
- унапређењу туристичке понуде и стварању услова за туристичку потрошњу
- организовању манифестација и других културних и спортских дешавања[1]
- унапређењу маркетинг активности...

Визија туристичке организације је да се Бојник, као нова туристичка дестинација, изгради као дестинација са изгледом туристички уређене зоне са смештајним, угоститељским и спортско-рекреативним капацитетима.